# Historia Pabianic
Historia Pabianic

## Początki osady
Pabianice powstały zapewne na przełomie X i XI w. jako niewielka śródleśna osada nad rzeczką Dobrzynką dopływem Neru. Z tego też okresu pochodzi nazwa miejscowości, której założycielem był prawdopodobnie człowiek noszący imię Fabian (Pabian), dość popularne w sąsiednich Czechach. Z czasem zapomniano jednak o prawdziwym znaczeniu nazwy i piszący pod koniec XIX w. miejscowy dziejopisarz Maksymilian Baruch na podstawie miejscowych legend wywnioskował, że pierwotna nazwa brzmiała Pobawianice lub Pobijanice od zabawy w tutejszych lasach książąt i polowaniach (bijania) na dziką zwierzynę. Zupełnie inną wersją było wzięcie miana od skądinąd nieznanej księżnej o imieniu Pabianka, która miała być tak szpetnej urody, że musiano ją ukrywać przed ludźmi.

## Pabianice wsią kościelną

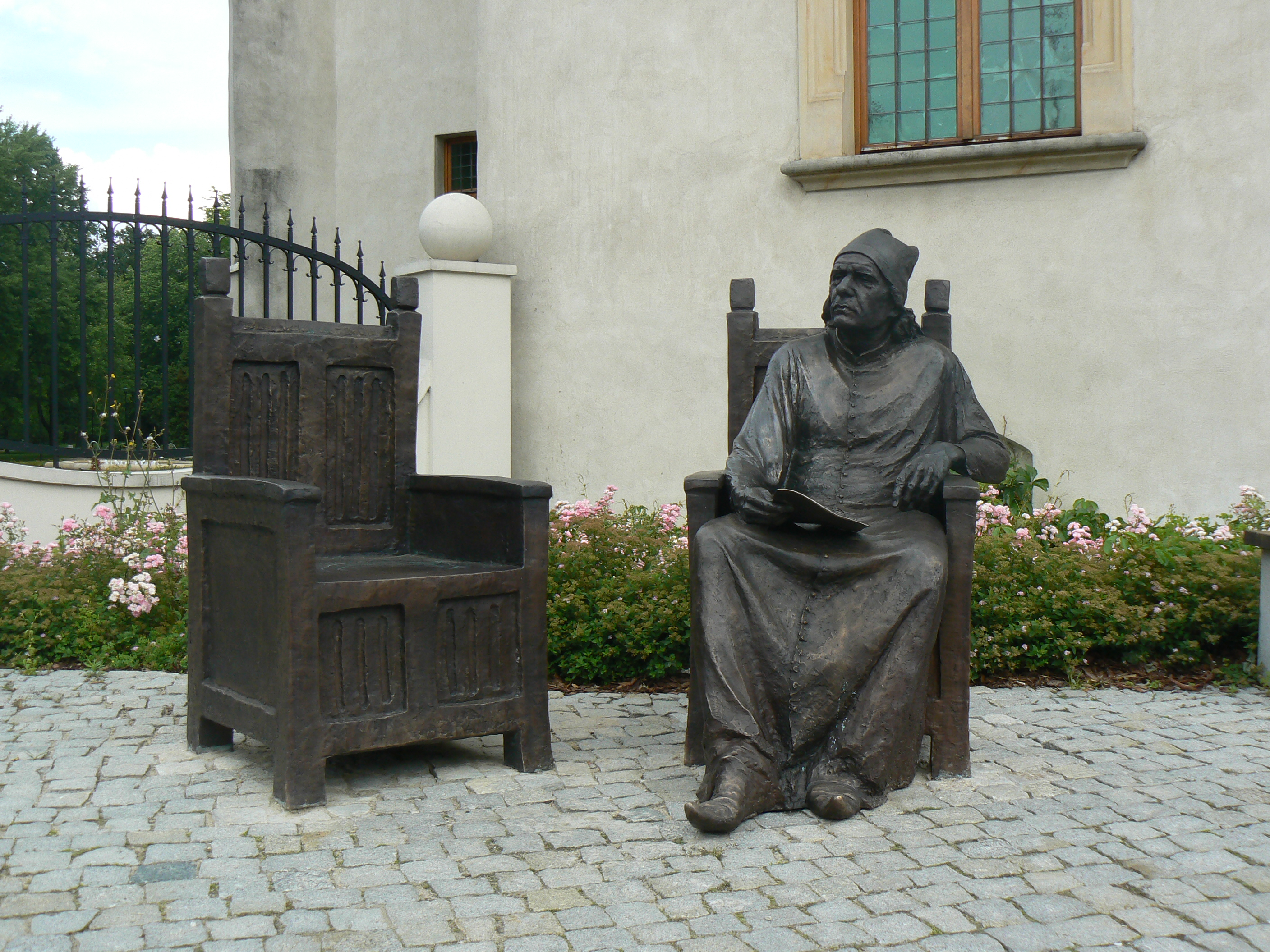
Pomnik Jana Długosza, odsłonięty 6 maja 2017 r. przy dworze obronnym kapituły krakowskiej w Pabianicach

Początkowo wieś była własnością księcia. Dopiero w drugiej połowie XII w. stała się posiadłością kościoła krakowskiego. Źródła wiążą to wydarzenie z księżniczką czeską Judytą – pierwszą żoną Władysława Hermana. Powodem darowizny osady Pabianice wraz z okolicą zwaną Chropy (nazwa ta oznacza tereny podmokłe, bagienne), miała być według tradycji chęć złożenia wotum w celu wybłagania narodzin potomka (modły zostały wysłuchane i para książęca mogła się cieszyć 25 sierpnia 1085 lub 1086 r. z narodzin Bolesława III Krzywoustego). Położone w dużej odległości od Krakowa Pabianice przez następne stulecia przeżywały stagnację. Jak napisał w swojej kronice kanonik krakowski Jan Długosz: „częściej (okolice – przyp.) zwierz dziki za legowisko obierał, aniżeli dotykał pług rolnika”.

## Powstanie miasta
Sytuacja zmieniła się diametralnie na przełomie XIII i XIV w., kiedy siedziba zarządu dóbr kompleksu kapituły w ziemi sieradzkiej została umiejscowiona właśnie w Pabianicach. Wkrótce rozpoczęto też starania o możliwość lokowania tutaj miasta. Kiedy to się dokładnie stało – nie wiadomo, gdyż dokumenty lokacyjne spłonęły jeszcze w XVI w. Wprawdzie zgodę na założenie miasta wydał na ręce biskupa krakowskiego Jana Muskaty jeszcze Władysław Łokietek w 1297 r., jednak cel ten udało się zrealizować prawdopodobnie dopiero w połowie XIV w. Badacze najczęściej przyjmują lata 1342–1354, czyli równolegle z powstaniem tutejszej parafii. Pierwsze wzmianki źródeł o Pabianicach jako mieście pochodzą z końca XIV w. Wiadomo jednak, że Kazimierz Wielki nadał już miastu Pabianice dwa dni targowe – wtorek i piątek, co korzystnie wpłynęło na gospodarkę ówczesnych mieszczan.

## Własność kościelna
Pabianice pozostały własnością kościelną kapituły krakowskiej. Do końca XVI w. kompleks ten obejmował dwa miasteczka (także Rzgów) oraz 51 wsi. W celu pomnożenia dochodów kapituła często decydowała się oddawać w zamian za opłaty swoje posiadłości w dzierżawę. Tenutariuszami (dzierżawcami) byli najczęściej duchowni, wywodzący się zresztą na ogół z kapituły krakowskiej, choć ze względu na ich liczne obowiązki zatrzymujące ich w stolicy, ich rolę przejmowali czasami świeccy starostowie. Własność kościelna utrzymała się na ziemi pabianickiej aż do końca istnienia I Rzeczypospolitej. Po 1793 r. zostały sekularyzowane przez Prusaków, stając się ekonomią rządową.

## Miasto w okresie I Rzeczypospolitej
Pabianice nie były dużą miejscowością. W okresie najlepszej prosperity polskich miast, na przełomie XVI i XVII w., miasteczko osiągnęło liczbę tylko 1100 mieszkańców. Był to jednak znacznie lepszy rezultat, niż mogła się pochwalić pobliska Łódź. Miasteczko ówczesne posiadało wyłącznie zabudowę drewnianą, zlokalizowaną wzdłuż starego traktu, biegnącego z Krakowa do Łęczycy (jest to obecna ulica Warszawska, dawniej zwana Piotrkowską). Jak to miało miejsce w większości niedużych ośrodków miejskich, ludność zajmowała się głównie uprawą ziemi. Także tutaj dało się jednak zauważyć wiele instytucji typowych dla miasta, jak drewniany ratusz poświadczony źródłowo w 1533 r. Właśnie w II połowie XVI w. zbudowano najcenniejsze pabianickie zabytki w stylu renesansowym – zamek właścicieli (wzniesiony w latach 1565–1571) oraz kościół parafialny św. Mateusza (1583–1588). W mieście istniały cechy rzemieślników m.in. kołodziejów, kowali, piekarzy, rzeźników, sukienników i szewców.

## Upadek miasta w XVII i XVIII w.
Od końca XVI w. miasto zaczęło powoli tracić na znaczeniu, nawet w skali regionalnej. Przyczyniły się to tego klęski żywiołowe (częste pożary i epidemie) oraz wojny jakie się przez Pabianice przewinęły. We znaki dał się wtedy zwłaszcza fakt braku murów miejskich, przez co Pabianice stanowiły łatwy łup dla przeciągających oddziałów wojskowych, często niestety również nieopłacanych polskich. W pierwszej połowie XVIII w. Pabianice zamieszkiwało już tylko 300 mieszkańców. Były więc miastem tylko z nazwy.

## Apogeum rozwoju przemysłowego Pabianic

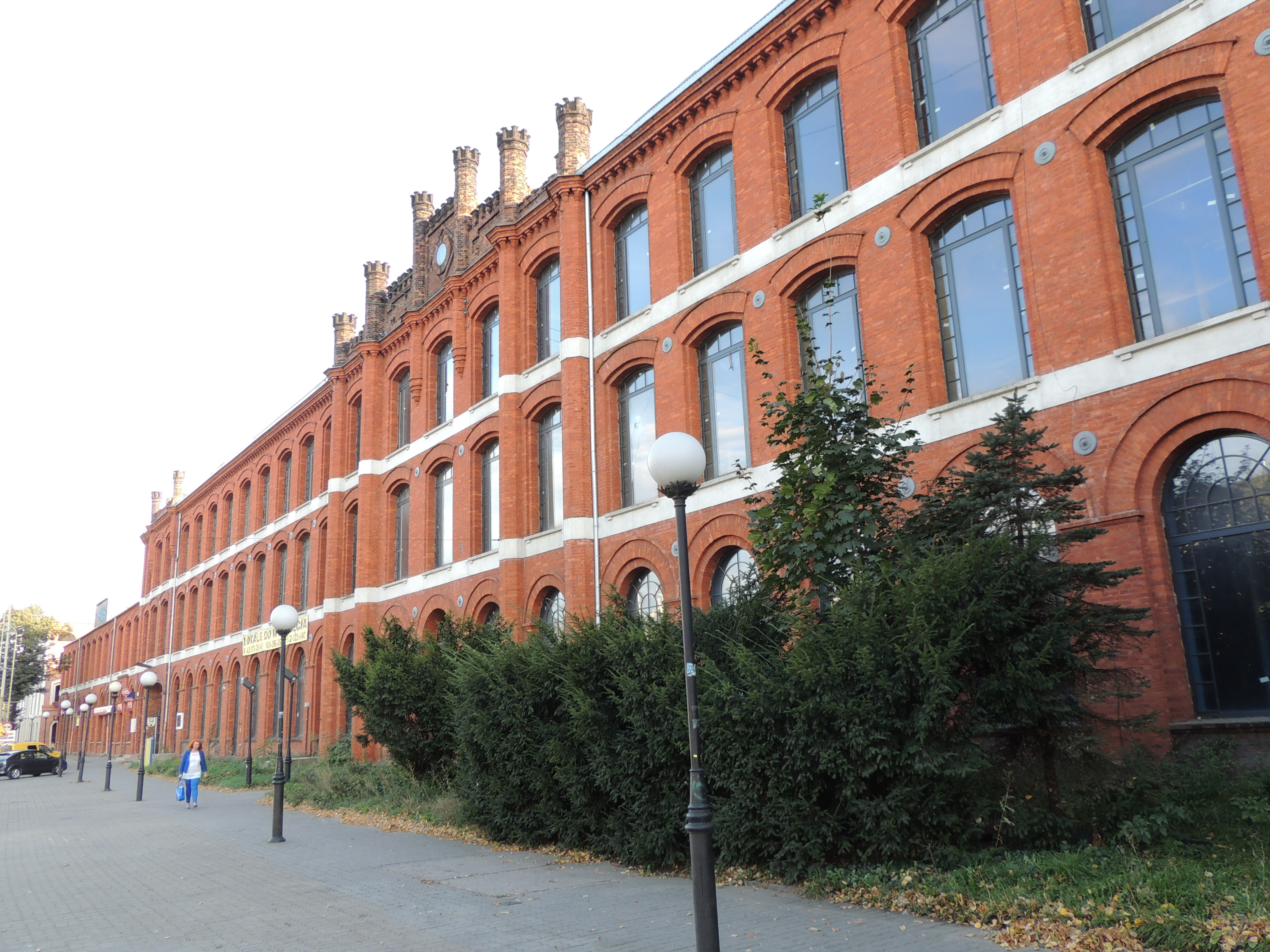
Zabudowania fabryczne zakładów bawełnianych „Krusche-Ender”

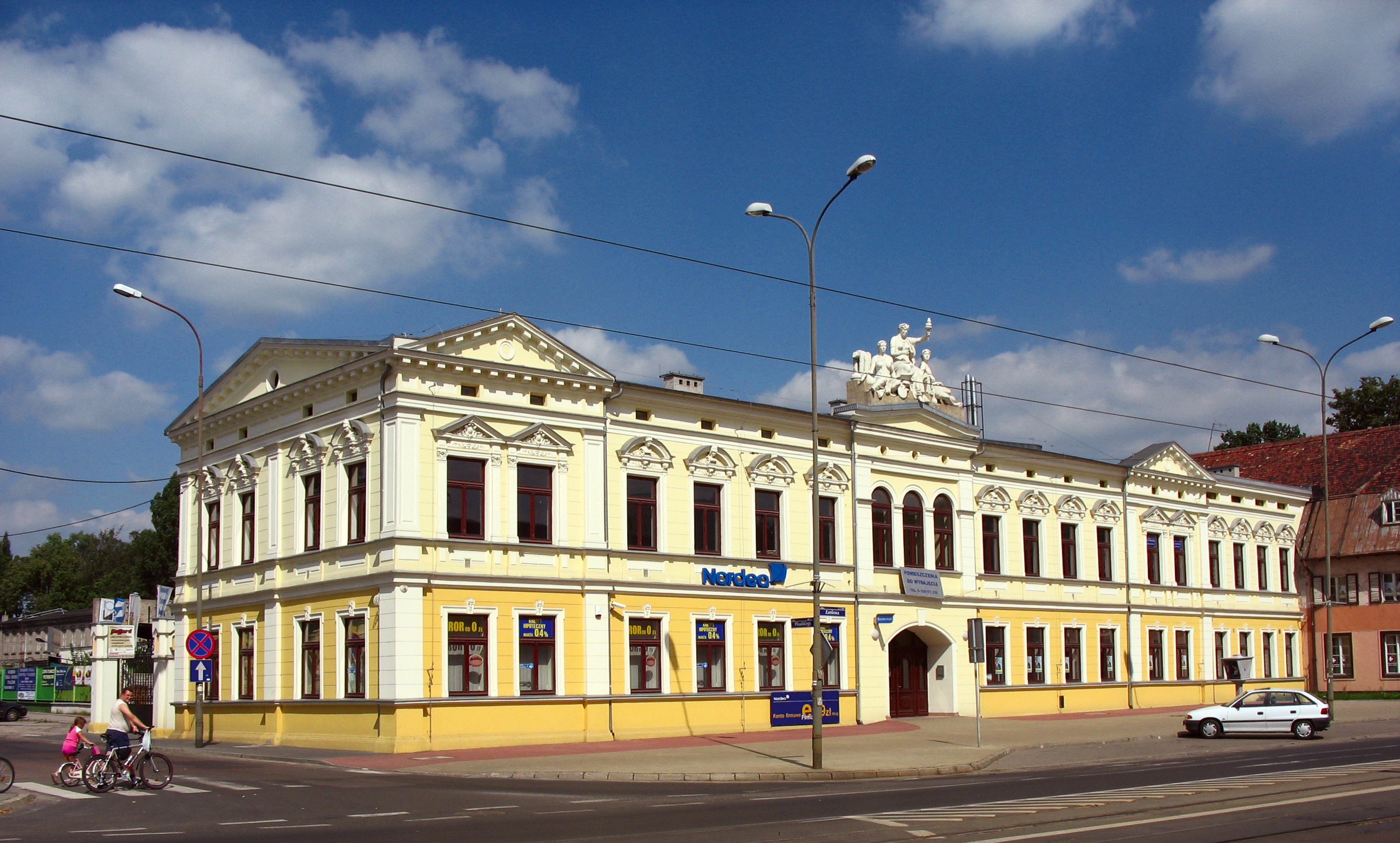
Dawne biuro zakładów „Krusche-Ender”

Okres stagnacji, jaką przeżywały Pabianice, minął bezpowrotnie wraz z przyłączeniem miasta do Królestwa Polskiego, stanowiącego część Imperium Rosyjskiego. Nowe władze przeznaczyły okolicę pod rozbudowę przemysłu włókienniczego i sukienniczego, czemu sprzyjała obfitość w okolicach lasów, wód, a przede wszystkim wystarczająca ilość gruntów rządowych. Powstający przemysł ściągnął do Pabianic nowych osadników. Początkowo przybywali tutaj głównie mieszkańcy okolicznych miejscowości, po 1825 r. zaczęli jednak pojawiać się również osadnicy chętni do pracy we włókiennictwie spoza Królestwa Polskiego. Wykwalifikowanych tkaczy i sukienników zachęcano do przyjazdu darmowymi działkami pod rozbudowę swojego nowego miejsca zamieszkania, oraz ulgami podatkowymi, dzięki czemu liczba ludności rosła w dość szybkim tempie. W latach 1823–1824 zdecydowano się w związku z tym przeprowadzić regulację wyglądu urbanistycznego Pabianic, tworząc tzw. Nowe Miasto, z osobnym Rynkiem (obecnie znajduje się tutaj dom towarowy „Trzy Korony”). Nową główną arterią komunikacyjną stała się ulica Szosowa, zwana obecnie Zamkową.
Wielką okazją dla szybkiej kariery Pabianic stał się kryzys w sukiennictwie, spowodowany wprowadzeniem w 1832 r. granicy celnej pomiędzy Królestwem Polskim a Rosją. Umożliwiło to zwłaszcza dynamiczny rozwój zaniedbywanej dotąd produkcji bawełnianej. Kolejne ważne daty dla rozwoju przemysłu pabianickiego to rok 1851, tj. zniesienie barier celnych Królestwa z Rosją, co umożliwiło otwarcie ogromnych rynków zbytu dla wyrobów bawełnianych, oraz rok 1864, czyli uwłaszczenie chłopów, co spowodowało stały dopływ taniej siły roboczej. Największym zakładem przemysłowym Pabianic tego okresu była firma włókiennicza Kruche-Ender, która w 1913 r. była czwartym zakładem tego typu w kraju. Liczba ludności Pabianic rosła nieustannie i w ciągu drugiej poł. XIX w. wzrosła ponad ośmiokrotnie. U progu I wojny światowej w 1914 r. miasto zamieszkiwało już 48 000 mieszkańców. Pabianice stały się jednym z większych przemysłowych miast w Królestwie (szóste miejsce pod względem liczby zatrudnionych robotników).

## Miasto trzech nacji – Niemcy
W Pabianicach oprócz żywiołu polskiego od końca XVIII w. zaczęli się pojawiać również osadnicy niemieccy i żydowscy. Przybysze z Niemiec osiedlali się głównie na Nowym Mieście i byli to z reguły specjaliści branży włókienniczej (tkacze, prządkowie, farbiarze). Dała się jednak zauważyć pewna specyfika – w przeciwieństwie do inny ośrodków zagłębia włókienniczego do Pabianic tłumnie przyjeżdżali oprócz luteran z Prus i zaboru pruskiego, czy Saksonii również niemieccy katolicy z Bawarii, Austrii, czy ze Śląska. W 1848 r. odsetek protestantów (głównie Niemców) w mieście osiągnął największy pułap 34%, następnie w związku z napływem ze wsi do przemysłu ludności polskiej stan ten sukcesywnie malał (spadł do 10% w 1914 r.). Zmiany w proporcjach ludnościowych dokonywały się też na skutek szybkiej polonizacji części przybyszów (np. rodzina św. Maksymiliana Kolbego). Spory procent mieszkańców miasteczka stanowili również wyznawcy innych kościołów reformowanych zwłaszcza kalwini (ich główny zbór znajdował się w pobliskim Zelowie) i bracia morawscy (członkami tego kościoła byli założyciele zakładów przemysłowych – Rudolf Kindler oraz Beniamin Krusche). Msze Święte dla miejscowych luteran początkowo odprawiane były w latach 1827–1831 na pabianickim zamku. Dopiero później przy Nowym Rynku wybudowano nowy ewangelicki kościół (rozbudowany w latach 1875–1876).

## Miasto trzech nacji – Żydzi

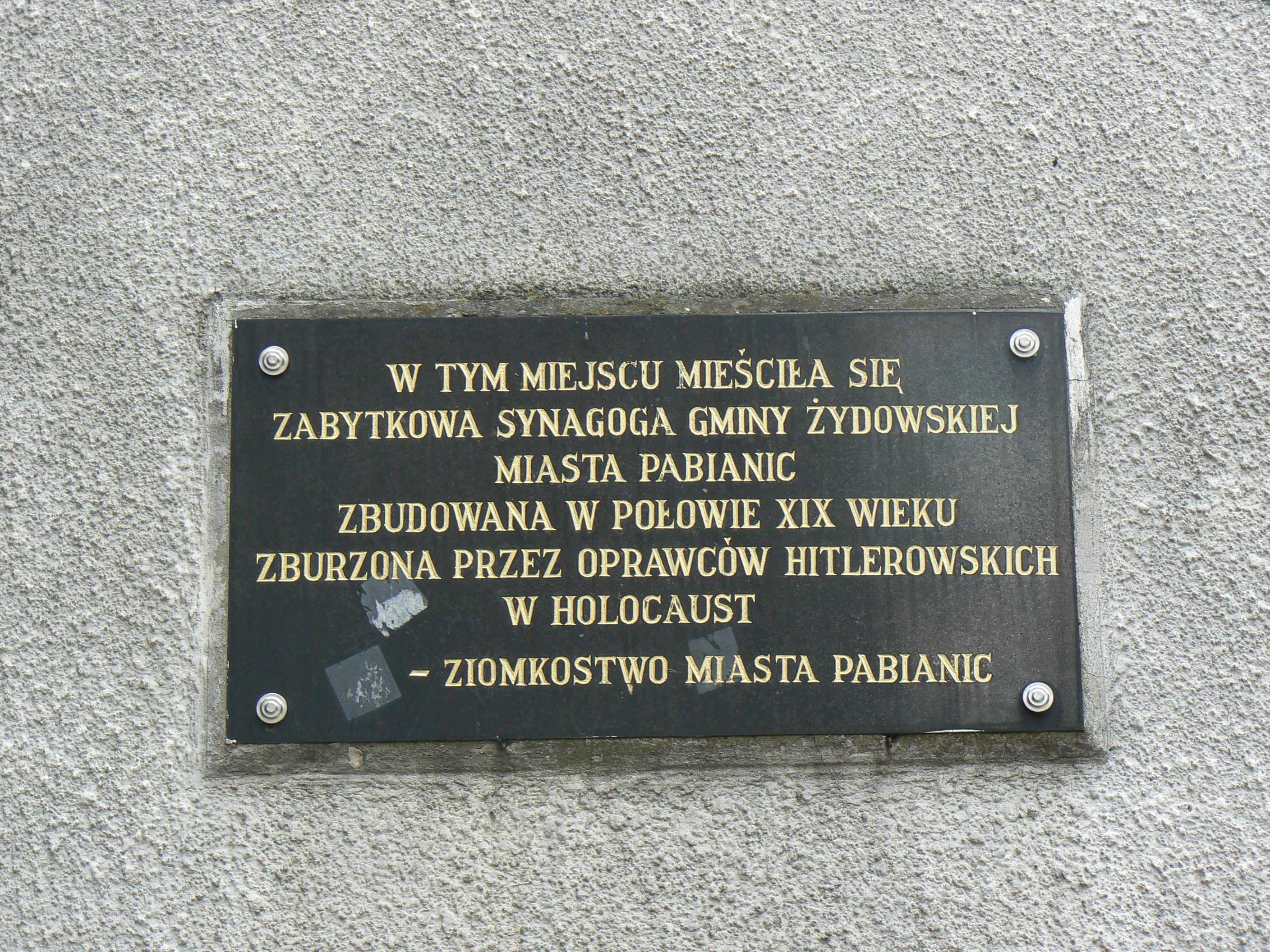
Tablica upamiętniająca rozebraną w latach 60. XX wieku synagogę w Pabianicach przy ul. Bóźnicznej 4 (tablicę umieszczono na budynku przy ul. Bóźnicznej 6).

Trzecim narodem (po Polakach i Niemcach) obecnym w historii miasta byli Żydzi. Pabianice, jako miasteczko należące do kapituły krakowskiej, posiadało przywilej zakazujący osiedlania się starozakonnych w granicach miasta. Stan ten zaczął ulegać zmianie w XIX w. w związku z uprzemysłowieniem miasta, choć formalnie dopiero w 1862 r. zezwolono Żydom zamieszkać w Pabianicach. Pomimo tego osadnictwo w latach trzydziestych XIX w. było już tak liczne, że w 1836 r. zdecydowano się na założenie gminy wyznaniowej żydowskiej. Od 1847 r. Żydzi posiadali już własną bożnicę zlokalizowaną na Starym Mieście. Została zniszczona przez hitlerowców podczas II wojny światowej. Żydzi stanowiący w 1849 r. 15% mieszkańców Pabianic, a w 1939 r. – 18%, podobnie jak w innych regionach kraju zajmowali się głównie handlem, rzemiosłami i finansami. Nie brakowało też bogatych rodzin przemysłowców, które z powodzeniem konkurowały z chrześcijanami (np. Baruchowie, Poznańscy, Lewiccy).

## II wojna światowa
Wybuch II wojny światowej w sposób tragiczny wpłynął na losy mieszkającej w Pabianicach ludności żydowskiej. Zawieruchy wojennej nie przeżył prawie nikt. Hitlerowcy po wkroczeniu do miasta pozbawili Żydów wszelkich praw i ograbili z majątku. Na początku 1940 r. w Pabianicach na Starym Mieście utworzono getto dla Żydów, gdzie w tragicznych warunkach stłoczono starozakonnych z miasta i okolic. Większość mieszkańców getta, jeśli nie zmarła z głodu i epidemii, została zamordowana w obozie zagłady Chełmnie nad Nerem. Nielicznych przetransportowano do morderczego obozu pracy zlokalizowanego przy ulicy Warszawskiej 127 i getta łódzkiego. Obecnie jedyną pozostałością po ludności żydowskiej są macewy na cmentarzu na zachodnich rubieżach miasta.
Pabianice w zamierzeniach niemieckich, jako miasto wcielone do III Rzeszy (znalazło się w tzw. Kraju Warty), miało zostać zgermanizowane w pierwszej kolejności. Przemianowano ulice i place Pabianic, zamknięto wszystkie polskie szkoły i instytucje, planując w dalszej kolejności wysiedlenie całej polskiej ludności na wschód. Na razie władze okupacyjne wysiedliły Polaków z lepszych domów w centrum miasta i narzuciły dyskryminujące ich przepisy. Planowano gruntowną przebudowę miasta by odpowiadało standardom „rasy panów”. W 1941 r. rozpoczęto budowę nowej dzielnicy mieszkaniowej przeznaczonej dla niemieckich kolonistów, której nadano nazwę „Neue Heimat” („Nowa Ojczyzna”). Projektu tego do końca wojny nie udało się jednak Niemcom zrealizować.

## Czasy obecne
Pabianiccy Żydzi zostali wymordowani w okresie Holocaustu, nieliczni ocaleni po wojnie wyemigrowali do Izraela. Niemcy, którzy nie uciekli w 1945 r. przed armią czerwoną, musieli kilka lat później przymusowo opuścić swe domy i wrócić do starej ojczyzny. W zbudowanych dla nich blokach mieszkają dziś Polacy. Przejęte przez państwo wielkie fabryki, po wojnie znacznie rozbudowywano, powstawały też nowe, produkcja szła pełną parą. W zachodniej oraz południowej części miasta wyrosły nowe, ogromne betonowe blokowiska – Piaski i Bugaj.